# خورشید باکوماتسو
خورشید باکوماتسو (به ژاپنی: 幕末太陽傳 / 幕末太陽伝 Bakumatsu taiyōden) فیلمی در ژانر کمدی است که در سال ۱۹۵۷ منتشر شد. در یک نظرسنجی که از ۱۴۰ منتقد ژاپنی و فیلمسازان توسط مجله کینما جونپو در سال ۱۹۹۹ انجام شد، این فیلم به عنوان پنجمین بهترین فیلم ژاپنی در تمام دوران انتخاب شد.

## بازیگران
- ساچیکو هیداری
- یوجیرو ایشی هارا
- ماسومی اوکادا
- آئوکی تومیو
- تایجی تونویاما
- آکیرا کوبایاشی